# Astrild žlutobřichý
Astrild žlutobřichý (Estrilda rhodopyga) je pták z čeledi astrildovitých (Estrildida), z rodu Estrilda. Jedná se o exotického ptáka malého vzrůstu a nevýrazného zbarvení, který je běžně chován jako okrasný — stejně jako mnoho jiných druhů astrildovitých ptáků. Nalezneme jej, krom klecí, i v Africe, kde se astrildové žlutobřiší stále vyskytují i ve volné přírodě. Sdružují se zde do menších skupinek. Živí se převážně zrním, semeny trav a bobulemi. V zajetí se dožívají až deseti let,ve volné přírodě je to méně . Co se ohrožení týče, pak jsou tito ptáci nedotčení.

## Poddruhy
Astrild žlutobřichý má celkem dva poddruhy:
- Astrild žlutobřichý keňský (Estrilda rhodopyga centralis) (Kothe, 1911)
- Astrild žlutobřichý severní (Estrilda rhodopyga rhodopyga) (Sundevall, 1850)

## Vzhled
Astrild žlutobřichý je pták malého vzrůstu, silné postavy s nevýrazným pohlavním dimorfismem. Má asi 11 cm na výšku. Základní barva je světle hnědá, která pokrývá většinu těla, avšak ocasní pera mohou být do černa a důležitým znakem je červený pruh na hlavě, který se táhne od zobáku, přes oko až po zátylek . Samotný zobák je většinou tmavě červený. Svrchní křídelní krovky jsou červené. Rozlišovacím znakem pro určování pohlaví je barva zobáku; samice mají zobák černý, samci vždy s podílem tmavě červené barvy . Mláďata ale mají vždy zobák zcela černý a začíná jim červenat až později, proto je těžké určení pohlaví.

## Predátoři
Ve volné přírodě nemají tito ptáci téměř žádné nepřátele a k zemi slétávají pouze ve výjimečných případech. Ale na astrildech žlutobřichých často parazituje vdovka černobílá. Nejedná se o vnitřního ani vnějšího parazita; je to hnízdní parazit. Dospělá vdovka naklade svá vejce do hnízda astrildů a vyklubaná mláďata později vyrůstají s původními astrildy.

## Chov
Astrild žlutobřichý se hodí pro vnitřní voliérový chov (pakliže nebude voliéra uvnitř, je nutné ji připravit na zimu, aby ptáci nestrádali) s větší budkou. Přestože u mnoha okrasných ptáků se doporučuji občasně podávat i hmyz (např. moučné červy), u astrildů žlutobřichých to neplatí.
Při hnízdění je dobré oddělit jednotlivé páry do vlastních voliér, protože různé druhy astrildů se mezi sebou mohou křížit a vytvořit tak nežádoucí vzhled. Tento pár společně postaví hnízdo kulovitého tvaru z trav a to i přes to, že ve voliéře již budku mají. Samice pak naklade menší snůšku, většinou 4 vejce, ze kterých se mláďata vylíhnou asi za 2 týdny.